# William Layton
William Layton (Osborne, Kansas, 23 de diciembre de 1913 - Madrid, 25 de junio de 1995) fue un actor, profesor y director teatral estadounidense.

## Biografía y obra
Formado en la American Academy of Dramatic Arts, comenzó sus trabajos como actor y profesor muy joven. En un viaje a Londres, junto a su gran amigo Thornton Wilder, conoció el teatro europeo, para incorporarse, a su regreso, al American Theatre Wing de Nueva York, punto de inflexión en su carrera donde se encontró con quien sería su modelo de referencia fundamental, Sanford Meisner, ingresando en la Neighborhood Playhouse. Trabajó intensamente como actor, al mismo tiempo que inició su andadura como escritor, pero no terminó de adaptarse a la vida en Estados Unidos después de la Segunda Guerra Mundial. Años antes había conocido al español Agustín Penón, con quien había realizado una gira por Sudamérica y que le había tratado de transmitir el interés por la cultura española y, en especial, por la obra de Federico García Lorca.
A mediados de la década de 1950 tuvo su primer contacto con España, trasladándose definitivamente a ella en 1960. Ya en Madrid, crea, junto a Miguel Narros, Vicuña y Betsy Berkley, el Teatro Estudio de Madrid, del que ocho años después saldrá el TEI (Teatro Experimental Independiente) y otros proyectos continuadores como el local del Pequeño Teatro, el Teatro Estable Castellano y el Instituto de Teatro de Barcelona, de la mano de Hermann Bonín, que en aquel momento dirigía la Real Escuela Superior de Arte Dramático.

### Actividad docente
En dichos colectivos y centros, además de impartir clases y formar actores, dirige adaptaciones de obras clásicas como Tío Vania, de Antón Chéjov, Historia del zoo, de Edward Albee (que llegó a representarse con gran éxito en diversas ocasiones, la última en el Teatro María Guerrero), Largo viaje hacia la noche (Teatro Español, junto a Miguel Narros, 1989), Cero transparente (1990) y, en colaboración con el Centro Dramático Nacional, dirigió Hamlet, La Orestiada y El mercader de Venecia. En el capítulo docente, además de lo ya señalado fue profesor en la Real Escuela Superior de Arte Dramático y la Escuela Oficial de Cine.
Creador del William Layton. Laboratorio de Teatro, centro por el que, además de directores y guionistas tanto de la escena como del cine español, han pasado actrices y actores de la talla de: Mar Díez, Julieta Serrano, Ana Duato, Ana Belén, Enriqueta Carballeira, Alfonso Lara, Najwa Nimri, Nuria Gallardo, Enrique Alcides, Carmen Elías, Macarena García, Pepón Nieto, Miguel Bardem, Paco Algora, Juan Luis Galiardo, Juanjo Puigcorbé, Chema Muñoz, José Pedro Carrión, Paco Marín, David Botello, Carlos Hipólito, Arantxa Aranguren y un largo etcétera.

### Hispanista, y reconocimientos
Plenamente integrado en España, buen conocedor de la obra de Lorca. la muerte de su amigo Agustín Penón (quien le legó su archivo personal), le llevó a afrontar, conjuntamente con el hispanista de origen irlandés Ian Gibson, el libro Agustín Penón. Diario de una búsqueda lorquiana (1955-56).
Recibió numerosos premios y distinciones, entre ellos: Mejor Director del Año (1979), Premio Dédalo 1990, (Diario 16) y la Medalla de Oro al mérito en las Bellas Artes en 1989.